# Awake (Godsmack-Album)
Awake ist das zweite Studioalbum der US-amerikanischen Rockband Godsmack. Es erschien am 31. Oktober 2000 in den USA und am 28. Mai 2001 in Europa. Awake erreichte Platz fünf der US-amerikanischen Albumcharts. Alleine in den USA wurden über 2,5 Millionen Einheiten des Albums verkauft, wofür das Album mit Doppelplatin ausgezeichnet wurde. Das Lied „Vampires“ wurde für einen Grammy Award nominiert.

## Entstehung
Nach der Veröffentlichung ihres selbstbetitelten Debütalbums im August 1998 war die Band laut Sänger Sully Erna praktisch ohne Unterbrechung auf Tournee. So entstand der Großteil der Lieder für ihr zweites Album auf Tournee, während die Band zwischen Nordamerika und Europa hin und her pendelte. Für die Aufnahmen baute die Band ein altes Lagerhaus in ein provisorisches Studio um, anstatt sich ein Studio zu mieten. Die Band dort weiterarbeiten, wo sie herkam und wofür die Band steht. Die neuen Lieder fielen laut Erna rau aus und klingt nicht sehr poliert. Neben neuen Liedern arbeitete die Band an älteren Ideen weiter. Die Lieder Goin´ Down, Bad Magick und Vampires stammen ursprünglich noch aus der Zeit, in der das Debütalbum aufgenommen wurde.
„Goin´ Down“ sollte eigentlich auf dem Debütalbum verwendet werden, wurde jedoch zu Gunsten des Liedes Whatever zurückgehalten. Vampires ist ein Instrumentaltitel, den Sully Erna später als Unfall bezeichnete. Das Lied enthält gesprochene Auszüge aus dem Dokumentarfilm Mysterious Forces Beyond. Auch der Titel The Journey ist ein Instrumental. Aufgenommen wurde das Album in dem Studio River’s Edge Productions Inc. in Haverhill. Im Gegensatz zum Debütalbum wurde das Schlagzeug von Tommy Stewart eingespielt. Stewart war Gründungsmitglied der Band, verließ Godsmack aber nach kurzer Zeit. Als nach der Veröffentlichung des Debütalbums die ersten Konzerte begannen, kehrte er zurück. Produziert wurde Awake von Sully Erna und Andrew Murdock. Bei dem Lied Spiral ist Katrina Chester als Gestsängerin zu hören. Für die Lieder Awake, Greed und Bad Magic wurden Musikvideos gedreht. Das Album wurde an Halloween veröffentlicht.

## Hintergrund
Sänger Sully Erna erklärte in einem Interview, dass er auf dem Debütalbum Godsmack seine Probleme „zelebriert“ hätte. Auf dem neuen Album Awake würde er sich an die „Leute richten, die diese Probleme verursacht haben“. Mit dem Titellied verarbeitet Sully Erna das Ende einer Beziehung. Gegenüber MTV erklärte er, dass er nur erwacht sei und mit allen Dingen umgehen kann. Früher habe er immer das Gefühl gehabt, dass er ohne seine frühere Partnerin die Kontrolle verlieren könnte.
Greed bezieht sich auf einen Freund der Band, der ihnen einst 2.600 Dollar lieh, damit Godsmack ihr erstes Album aufnehmen konnte. Die Band zahlten ihm aus Dankbarkeit 10.000 Dollar zurück, bevor der Freund auf mehrere hunderttausend Dollar die Band verklagen wollte. Forgive Me handelt von einer Frau, die einst für Sully Erna sehr wichtig war. Er hatte das Gefühl, sich bei ihr entschuldigen zu müssen. Spiral befasst sich mit dem Glauben der Wicca-Bewegung an Reinkarnation. Angehörige des Wiccaglaubens könnten Dinge aus vergangenen Leben sehen.
Die Lieder Sick of Life und das Titellied Awake wurden von der Marine der Vereinigten Staaten als Hintergrundmusik für die Werbekampagne Accelerate Your Life verwendet. Laut Sully Erna kam ein Vertreter der Marine auf die Band zu und fragte, ob die Marine diese Lieder verwenden dürften. Die Band wurde hierfür stark kritisiert. Die jungen Fans der Band könnten durch die Werbespots dahingehend beeinflusst werden, sich dem Militär anzuschließen. Sully Erna wies diese Kritik zurück und zeigte Unterstützung für die Armee. Allerdings wies er auch darauf hin, dass seine Band nie irgendeinen Krieg befürwortet hat. Godsmack unterstützen laut Sully Erna „die Frauen und Männer, die für ihr Land und ihre Leben kämpfen und die Freiheit beschützen“.
Die japanische Version des Albums enthält als Bonus die Lieder Why und die Black-Sabbath-Coverversion Sweet Leaf.

## Rezeption

### Rezensionen
Awake wurde von der Fachpresse mit guten Kritiken bedacht. Breda Maßmann vom deutschen Magazin Rock Hard verglich das Album mit einem „schweißtreibenden, griffigen und emotionsgeladenen Cocktail (...) der die Kehle bestens ölt und kräftig Feuer unter dem Allerwertesten macht“. Sie gab 8,5 von zehn Punkten. Thorsten Zahn vom deutschen Metal Hammer bezeichnete das Album als „ein nahezu perfektes Beispiel für die richtige Dosierungsanleitung eines Rockalbums: metallische Härte, alternative melodische Strukturen und viel Charisma durch einen echten Frontmann“ und vergab sechs von sieben Punkten. Negativ äußerte sich Greg Kot vom Magazin Rolling Stone, der die Musik auf Awake als sorgfältig kalkuliert und die Texte als klischeehaft unerbittlich niedergeschlagen bezeichnete.

### Chartplatzierungen
| ChartsChartplatzierungen       | Höchstplatzierung | Wochen |
| ------------------------------ | ----------------- | ------ |
| Deutschland (GfK)              | 59 (14 Wo.)       | 14     |
| Österreich (Ö3)                | 26 (9 Wo.)        | 9      |
| Vereinigte Staaten (Billboard) | 5 (52 Wo.)        | 52     |

### Auszeichnungen
| Land/Region               | Auszeichnungen für Musikverkäufe (Land/Region, Auszeichnung, Verkäufe) | Verkäufe  |
| ------------------------- | ---------------------------------------------------------------------- | --------- |
| Kanada (MC)               | Platin                                                                 | 100.000   |
| Vereinigte Staaten (RIAA) | 2× Platin                                                              | 2.000.000 |

### Musikpreise
Das Lied Vampires wurde für einen Grammy Award in der Kategorie „Best Rock Instrumental Performance“ nominiert. Der Preis ging jedoch an Jeff Beck. Das US-amerikanische Onlinemagazin Loudwire veröffentlichte im April 2015 eine Liste mit den zehn besten Liedern von Godsmack. In dieser Liste erreichte das Lied Awake Platz drei und Greed Platz acht.